# VOTCA
Versatile Object-oriented Toolkit for Coarse-graining Applications (VOTCA) ist ein Softwarepaket zur coarse-grainted Modellierung, das sich auf die Analyse molekulardynamischen Daten und die Entwicklung von systematische coarse-graining Methoden sowie Methoden zur Simulation des mikroskopischen Ladungsträgertransport in ungeordneten Halbleitern konzentriert. Es wurde ursprünglich am Max-Planck-Institut für Polymerforschung entwickelt und wird jetzt von Entwicklern am Max-Planck-Institut für Polymerforschung, Los Alamos National Laboratory, der technischen Universität Eindhoven und dem Beckman Institute for Advanced Science and Technology sowie mit Beiträgen von Forschern weltweit weiterentwickelt.

## Eigenschaften
VOTCA besteht aus drei Hauptteilen: dem Coarse-Graining-Toolkit (VOTCA-CSG), dem Ladungstransport-Toolkit (VOTCA-CTP) und dem Exzitontransport-Toolkit (VOTCA-XTP). Alle basieren auf der VOTCA-Tools Bibliothek, die gemeinsam genutzte Prozeduren implementiert.

### Coarse-Graining-(VOTCA-CSG)
VOTCA-CSG unterstützt eine Vielzahl verschiedener Coarse-gaining Methoden, inkl. (iterativer) Boltzmann-Inversion, Inverse Monte Carlo, Force Matching und der Relative Entropie Methode
und Methoden- und Hybridkombinationen dieser sowie optimierungsgesteuerte Ansätze wie Simplex und CMA. Um Statistiken zu sammeln, kann VOTCA-CSG mehrere Pakete wie GROMACS, DL_POLY, ESPResSo, ESPResSo ++, LAMMPS und HOOMD-blue für die Simulation verwenden.

### Ladungstransport-Toolkit (VOTCA-CTP)
VOTCA-CTP ist ein Modul, das Berechnungen zur Überlappung von Molekülorbitalen durchführt und energetische Störungen und elektronische Kopplungen bewerten kann, die zur Abschätzung der Ladungstransporteigenschaften erforderlich sind.

### Exzitontransport-Toolkit (VOTCA-XTP)
VOTCA-XTP ist eine Erweiterung von VOTCA-CTP, mit der Anregungstransporte und -eigenschaften simuliert werden können. Daher bietet es eine eigene Implementierung von GW - BSE und eine grundlegende DFT Implementierung unter Verwendung von lokalisierten Basissätzen. Polarisierte QM / MM-Berechnungen für angeregte Zustände werden im Thole-Framework bereitgestellt. Es bietet eine Schnittstelle zum Quantum Chemistry-Paket ORCA für große Produktionsläufe.

## Release Names
Major Releases tragen Namen:
- 1.1 SuperAnn
- 1.2 SuperDoris
- 1.3 SuperUzma
- 1.4 SuperKurt - zur Feier von Kurt Kremer's 60th Geburtstag[7]
- 1.5 SuperVictor - Benannt nach Victor Rühle, einem der ehemaligen Hauptentwickler[8]
- 1.6 SuperPelagia
- 1.6.2 SuperGitta